# Batang
Batang (en tibetano: འབའ་ཐང, wylie: 'ba' thang, ZWPY: Batang ; en chino, 巴塘; pinyin, Bātáng)  es un condado bajo la administración directa de la Prefectura Garze. Se ubica al oeste de la provincia de Sichuan, en el corazón geográfico de la República Popular China. Su área es de 7663 km² y su población total para 2010 superó los 48 mil habitantes,

## Administración
El Condado Batang se divide en 17 pueblos que se administran en 5 poblados y 12 villas. Su sede de gobierno es el Poblado Xiaqiong.

## Toponimia
El topónimo Batang se compone de Ba (el sonido que hace las ovejas, el balido) y Tang palabra tibetana que significa llanura o estepa.
Se dice que Ba hace referencia a las Montañas Ba (巴山) y Tang (llanura o estepa), por lo que el nombre significaría 'la llanura [de las montañas] Ba'.

## Clima
| Parámetros climáticos promedio de Batang (1981−2010) | Parámetros climáticos promedio de Batang (1981−2010) | Parámetros climáticos promedio de Batang (1981−2010) | Parámetros climáticos promedio de Batang (1981−2010) | Parámetros climáticos promedio de Batang (1981−2010) | Parámetros climáticos promedio de Batang (1981−2010) | Parámetros climáticos promedio de Batang (1981−2010) | Parámetros climáticos promedio de Batang (1981−2010) | Parámetros climáticos promedio de Batang (1981−2010) | Parámetros climáticos promedio de Batang (1981−2010) | Parámetros climáticos promedio de Batang (1981−2010) | Parámetros climáticos promedio de Batang (1981−2010) | Parámetros climáticos promedio de Batang (1981−2010) | Parámetros climáticos promedio de Batang (1981−2010) |
| Mes                                                  | Ene.                                                 | Feb.                                                 | Mar.                                                 | Abr.                                                 | May.                                                 | Jun.                                                 | Jul.                                                 | Ago.                                                 | Sep.                                                 | Oct.                                                 | Nov.                                                 | Dic.                                                 | Anual                                                |
| ---------------------------------------------------- | ---------------------------------------------------- | ---------------------------------------------------- | ---------------------------------------------------- | ---------------------------------------------------- | ---------------------------------------------------- | ---------------------------------------------------- | ---------------------------------------------------- | ---------------------------------------------------- | ---------------------------------------------------- | ---------------------------------------------------- | ---------------------------------------------------- | ---------------------------------------------------- | ---------------------------------------------------- |
| Temp. máx. abs. (°C)                                 | 26.0                                                 | 26.5                                                 | 29.7                                                 | 32.0                                                 | 34.3                                                 | 36.4                                                 | 37.9                                                 | 35.6                                                 | 35.9                                                 | 30.6                                                 | 26.5                                                 | 22.8                                                 | '                                                    |
| Temp. máx. media (°C)                                | 14.0                                                 | 16.2                                                 | 19.1                                                 | 22.2                                                 | 26.4                                                 | 28.5                                                 | 27.7                                                 | 26.8                                                 | 25.3                                                 | 22.7                                                 | 18.1                                                 | 14.2                                                 | 21.8                                                 |
| Temp. media (°C)                                     | 4.5                                                  | 7.4                                                  | 10.6                                                 | 13.5                                                 | 17.6                                                 | 20.1                                                 | 19.7                                                 | 18.9                                                 | 16.9                                                 | 13.3                                                 | 8.0                                                  | 4.1                                                  | 12.9                                                 |
| Temp. mín. media (°C)                                | -3.1                                                 | -0.3                                                 | 3.4                                                  | 6.5                                                  | 10.4                                                 | 14.0                                                 | 14.6                                                 | 14.0                                                 | 11.6                                                 | 6.5                                                  | 0.5                                                  | -3.3                                                 | 6.2                                                  |
| Temp. mín. abs. (°C)                                 | -11.4                                                | -7.9                                                 | -5.3                                                 | -1.4                                                 | 1.2                                                  | 5.6                                                  | 7.8                                                  | 6.2                                                  | 4.2                                                  | -1.7                                                 | -6.6                                                 | -11.6                                                | '                                                    |
| Precipitación total (mm)                             | 0.1                                                  | 1.1                                                  | 6.5                                                  | 19.6                                                 | 33.2                                                 | 82.9                                                 | 132.5                                                | 111.2                                                | 82.6                                                 | 23.0                                                 | 4.0                                                  | 0.6                                                  | 497.3                                                |
| Humedad relativa (%)                                 | 29                                                   | 29                                                   | 34                                                   | 42                                                   | 44                                                   | 55                                                   | 66                                                   | 68                                                   | 67                                                   | 54                                                   | 41                                                   | 33                                                   | 46.8                                                 |
| Fuente: China Meteorological Data Service Center     |                                                      |                                                      |                                                      |                                                      |                                                      |                                                      |                                                      |                                                      |                                                      |                                                      |                                                      |                                                      |                                                      |